# Chalcorana chalconota
Chalcorana chalconota es una especie de anfibio anuro de la familia Ranidae.

## Distribución geográfica
Esta especie es endémica de Indonesia. Se encuentra en las islas de Java y Sumatra por debajo de 1571 m sobre el nivel del mar. 
Su presencia es incierta en Bali.

## Publicación original
- Schlegel, 1837 : Abbildungen neuer oder unvollständig bekannter Amphibien, nach der Natur oder dem Leben entworfen und mit einem erläuternden Texte begleitet. Arne and Co., Düsseldorf, p. 1-141[4]